# Élan Club de Mitsoudjé
L'Élan Club de Mitsoudjé és un club de futbol de la ciutat de Mitsoudjé, Comores. Vesteix de groc i vermell.

## Palmarès
- Lliga de Comores de futbol:[2]

1994-95, 1995-96, 2003-04, 2010
- Copa de Comores de futbol:[3]

2004-05
- Supercopa de Comores de futbol:

2011